# Gródek Szlachecki
Gródek Szlachecki – wieś w Polsce położona w województwie lubelskim, w powiecie parczewskim, w gminie Siemień.
Wieś stanowi sołectwo w gminie Siemień. Według Narodowego Spisu Powszechnego z roku 2011 wieś liczyła 541 mieszkańców.
Wierni Kościoła rzymskokatolickiego należą do parafii św. Wojciecha w Tyśmienicy.

## Historia

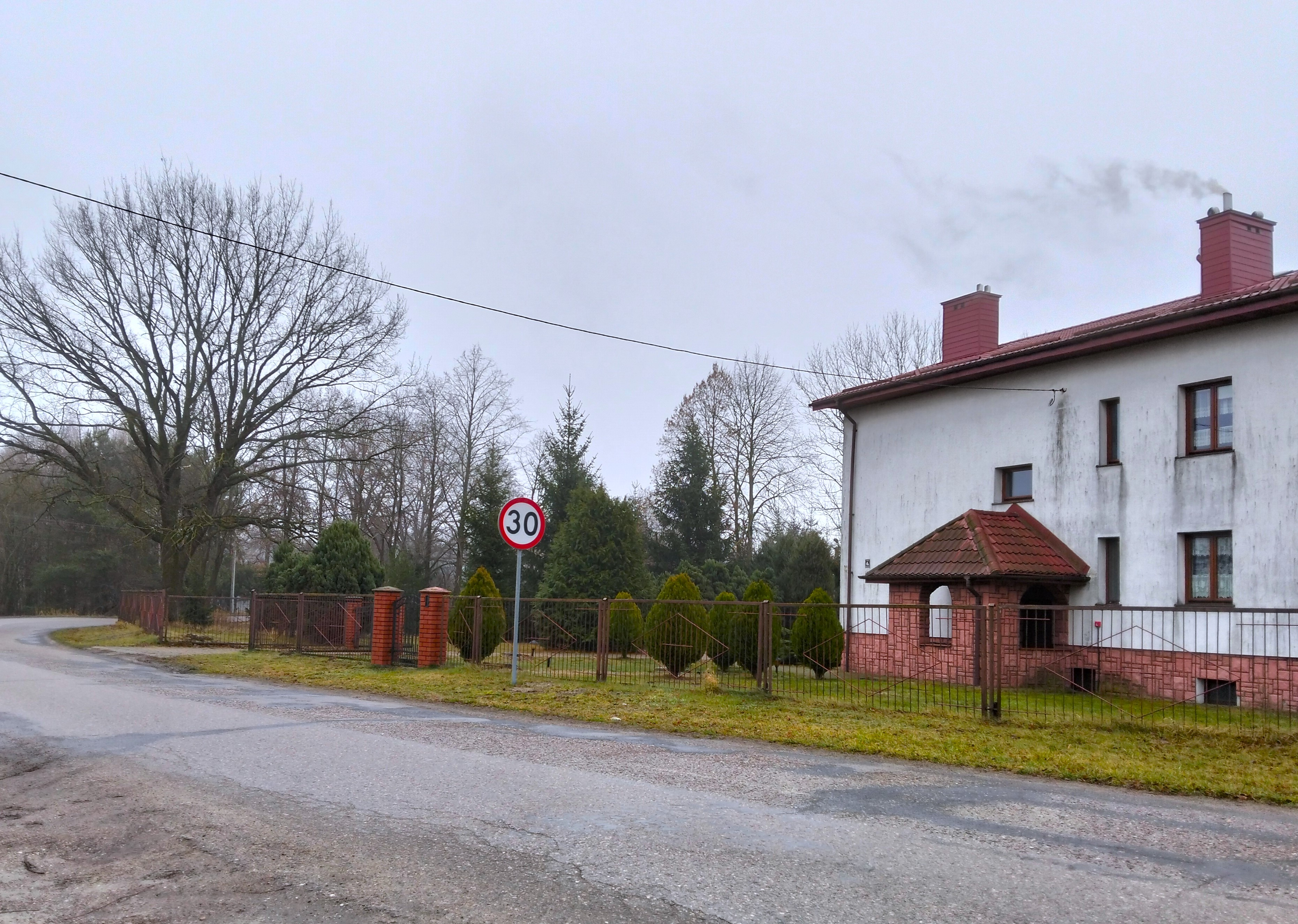
Fragment wsi

Za panowania Władysława Jagiełły teren, na którym znajduje się obecnie Gródek pokryty był puszczą. Tereny te były zabagnione, o słabych glebach, co nie sprzyjały osadnictwu. Ludzie zajmowali się wypalaniem lasów i zbieraniem węgla drzewnego – pierwszymi osadnikami byli prawdopodobnie bartnicy. W tym czasie istniał tylko Parczew i Ostrów Lubelski. Niedaleko przebiegała granica państwowa polsko-litewsko-ruska. Przez te tereny przemieszczali się Litwini, Rusini i Jaćwież. Zasadnicza zmiana sytuacji okolic Parczewa nastąpiła w latach 1385–1386. W pierwszej połowie XVI wieku, za panowania Zygmunta Starego zaczęły się pierwsze lokacje wsi. Tworzyło się starostwo w Parczewie. Ze starostwa tego wydzieliła się część ostrowska w skład, której wchodziła wieś Tyśmienica wspólnie z Gródkiem. Kolonizacja Gródka szła od strony Ostrowa. Istniały takie wsie jak: Tyśmienica, Babianka, Żabiniec, Gródek.
W 1559 r. Jan Tęczyński, starosta parczewski i wojewoda krakowski, zaczął osadzać wieś Wola Gródek, co oznaczało, że kmiecie w niej mieszkający byli zwolnieni przez pewien okres od płacenia podatków. W pierwszej lustracji województwa lubelskiego z 1565 roku jest podane, że od 5 lat paru kmieci mieszkających w Gródku płaciło podatki. W lustracji wymienione jest również, że mieszka tu 7 rodzin kmiecych gospodarujących na 3,5 łana ziemi. Nie zachował się dokument lokacyjny wsi, za rok powstania wsi można przyjąć 1560.
W 1565 roku właścicielem Gródka był Stanisław Tęczyński. Od lipca 1565 roku właścicielami byli Andrzej Gołuchowski i Elżbieta z Kulikowskich Gołuchowska. Według lustracji województwa lubelskiego z 1661 Gródek po potopie szwedzkim był bezludny, nie było tu stawu, karczmy, folusza, młyna.
W 1683 roku w Gródku były 3 dymy (gospodarstwa) i 1 komornik z ogrodem. W latach 1704–1716 Gródek pustoszyły wojska, najpierw saskie, potem polskie, zbierające kontrybucje i grabiące wsie. Po roku 1874 car rosyjski podzielił Gródek na 2 części: Gródek Królewski i Gródek Szlachecki.
W 1898 roku wybudowano koło Gródka torowiska i stację kolejową. Od 1919 zaczęła działać w Gródku szkoła z 1 nauczycielem. W 1927 na potrzeby szkoły zakupiono drewniany budynek z Tyśmienicy, który został zniszczony podczas II wojny światowej.
W latach 1954–1968 wieś należała do gromady Tyśmienica, po jej zniesieniu należała i była siedzibą władz gromady Gródek. W latach 1975–1998 miejscowość administracyjnie należała do województwa bialskopodlaskiego. 21 grudnia 1998 roku wieś Gródek i kolonię Gródek Szlachecki połączono, tworząc wieś Gródek Szlachecki.

## Stan obecny
W miejscowości znajduje się szkoła podstawowa.
Działają  zespoły ludowo-śpiewacze:  Alebabki i Kamelia. Inicjatorami powstania zespołu Alebabki byli radni Rady Gminy Siemień – Maria Łukaszek oraz Janusz Wójcik. Zespół istnieje od stycznia 2008.